# دی‌متیل‌آمیدوفسفریک دی‌کلرید
دی‌متیل‌آمیدوفسفریک دی‌کلرید (به انگلیسی: Dimethylamidophosphoric dichloride) یک ترکیب شیمیایی با شناسه پاب‌کم ۱۲۶۷۳ است. 